# Айбулякский сельсовет
Айбуля́кский сельсове́т (баш. Айбүләк ауыл советы) — упразднённая в 2008 году административно-территориальная единица и сельское поселение (тип муниципального образования) в составе Янаульского района Башкортостана. Объединён с сельским поселением Байгузинский сельсовет. Административный центр — село Айбуляк.

## Состав
| № | Населённый пункт | Тип населённого пункта       | Население |
| - | ---------------- | ---------------------------- | --------- |
| 1 | Айбуляк          | село, административный центр | ↗285      |
| 2 | Гудбурово        | деревня                      | ↘247      |
| 3 | Нократ           | деревня                      | ↘74       |
| 4 | Старый Артаул    | село                         | ↗209      |
| 5 | Уракаево         | деревня                      | ↘173      |

## История
В 2008 году произошло объединение Айбулякского и Байгузинского сельсоветов с сохранением наименования «Байгузинский» (Закон Республики Башкортостан от 19.11.2008 N 49-з «Об изменениях в административно-территориальном устройстве Республики Башкортостан в связи с объединением отдельных сельсоветов и передачей населённых пунктов»).